# Почесні громадяни Перемишля

Герб Перемишля

Традиція надання почесного громадянства в Перемишлі, подібно як і в інших галицьких містах, сягає другої половини ХІХ століття. Перший титул почесного громадянина Міська рада Перемишля надала в 1858 році (в Ряшеві — 1849, Кракові — 1850, Ярославі — 1857, Сяніку — 1867).
| Почесний громадянин         | Дата присвоєння   | Зауваги  |
| --------------------------- | ----------------- | -------- |
| Генрик Саар                 | жовтень 1858      | -        |
| Францішек Вежхлейський      | 31 липня 1860     | -        |
| Григорій Яхимович           | 31 липня 1860     | -        |
| Ріхард Белькреді            | 6 жовтня 1866     | -        |
| Аґенор Ґолуховський         | 28 жовтня 1867    | -        |
| Юліуш Пашинський            | 2 липня 1873      | -        |
| Ян Матейко                  | 28 липня 1873     | -        |
| Мацей Гіршлер               | 11 квітня 1880    | -        |
| Юзеф Гоппе                  | 13 вересня 1881   | -        |
| Тома Полянський             | 1 червня 1882     | -        |
| Леопольд Гаузер             | 22 листопада 1882 | -        |
| Александер Дворський        | 1884              | -        |
| Францішек Смолька           | 29 березня 1893   | [ 1 ]    |
| Адам Станіслав Сапега       | 11 жовтня 1894    | [ 2 ]    |
| Євстахій Станіслав Санґушко | 21 березня 1895   | -        |
| Казимир Фелікс Бадені       | 21 березня 1895   | -        |
| Станіслав Бадені            | 20 червня 1912    | [ 3 ]    |
| Леонард Тарнавський         | листопад 1925     | -        |
| Юзеф Пілсудський            | 6 серпня 1929     | -        |
| Вінцента Тарнавська         | 11 листопада 1938 | або 1936 |
| Стефан Момидловський        | 1944              | -        |
| Александр П. Іванов         | 1944/1982         | [ 5 ]    |
| Францішек Вітек             | 1984              | -        |
| Збігнєв Бжезінський         | 3 липня 1990      | -        |
| Леонард Хжановський         | 16 листопада 1990 | -        |
| Марія Тереса Вльф-Монфільс  | 9 травня 1992     | -        |
| Владислав Дец               | 20 січня 1993     | -        |
| Еміль Черни                 | 20 січня 1993     | -        |
| Ігнатій Токарчук            | 26 квітня 1993    | -        |
| Вільгельм Люке              | 20 жовтня 1997    | -        |
| Гайді Вернерус-Нейман       | 20 жовтня 1997    | -        |
| Іван Павло II               | 3 травня 2003     | -        |
| Пшемислав Бистшицький       | 30 квітня 2004    | -        |
| Болеслав Таборський         | 28 жовтня 2004    | -        |
| Станіслав Зарих             | 25 квітня 2005    | -        |
| Тадеуш Балдовський          | 5 жовтня 2005     | -        |
| Тадеуш Нємєц                | 27 жовтня 2005    | -        |
| Броніслав Жолнєрчик         | 26 квітня 2006    | -        |
| Юзеф Міхалік                | 25 січня 2007     | -        |
| Генрик Яскула               | 24 квітня 2008    | -        |
| Марек Боярський             | 16 квітня 2012    | -        |
| Ян Драус                    | 16 квітня 2012    | -        |
| Адам Водніцький             | 25 квітня 2013    | -        |
| Ян Яворніцький              | 17 червня 2017    | -        |
| Пшемислав Бабяж             | 26 жовтня 2017    | -        |
| Марек Кухцінський           | 12 квітня 2018    | -        |